# Long Night
"Long Night" is een single van The Corrs, uitgegeven in 2004 en afkomstig van hun vierde studioalbum Borrowed Heaven. Het liedje is geschreven door Sharon Corr.

## Track listing
- Verenigd Koninkrijk, Europa, Ierland cd

1. "Long Night"
2. "Hideaway (Acoustic)"
3. "Long Night (Video)"
4. "Long Night (On The Road Video)"
5. "Making Of The Video"

- Verenigd Koninkrijk, Europa cd 1

1. "Long Night (Radio Edit)"
2. "Long Night (Acoustic)"

- Verenigd Koninkrijk, Europa cd 2

1. "Long Night"
2. "Hideaway (Acoustic)"
3. "Long Night (Video)"
4. "Long Night 'On The Road' (Extra)"
5. "Making Of' the Video(Extra)"

## Video
Alleen Andrea, en heel kort, Sharon (tijdens haar vioolsolo) zijn in de video van Long Night te zien. Behalve dat zijn verscheidene versies van Andrea die achteruit, door een relatie met een jongeman, loopt te zien. De video is op 29 oktober 2004 in Chicheley Hall in Buckinghamshire (Noord-Londen) opgenomen. Het gebouw is in de 18e eeuw gebouwd en vandaag de dag nog steeds open voor publiek.

## Statistieken
| Statistieken                        | Hoogste Posistie |
| ----------------------------------- | ---------------- |
| Oostenrijkste Top 40                | 48               |
| Duitse Single Statistieken          | 40               |
| Ierse Single Statistieken           | 31               |
| Nieuw-Zeelandse Single Statistieken | 36               |
| UK Single Statistieken              | 31               |